# Hirtshalsmotorvejen
Autostrada M90 (duń. Hirtshalsmotorvejen) - autostrada w Danii biegnąca z północy na południe od skrzyżowania z drogą krajową 55 na przedmieściach Hirtshals do skrzyżowania z autostradami Nordjyske Motorvej (M70) i Frederikshavnmotorvejen (M80) na węźle Vendsyssel.
Na większej części trasy obowiązuje ograniczenie prędkości do 130 km/h, natomiast przy samym Hirtshals maksymalna dozwolona prędkość jazdy wynosi 110 km/h.
Autostrada oznakowana jest jako E39.

## Odcinki międzynarodowe
Droga na całej długości jest częścią trasy europejskiej E39.